# The Rugby Championship 2013
The Rugby Championship 2013 war die zweite Ausgabe des jährlich stattfindenden Rugby-Union-Turniers The Rugby Championship, Nachfolger des seit 1996 bestehenden Wettbewerbs Tri Nations. An sechs Wochenenden zwischen dem 17. August und dem 5. Oktober 2013 wurde der Turniersieger in zwölf Spielen ermittelt. Jede der vier Nationalmannschaften spielte in einem Heim- und einem Auswärtsspiel gegen die jeweils anderen drei Teams. Den Titel gewannen die neuseeländischen All Blacks, die in allen Spielen unbesiegt blieben. Damit verteidigte man den Bledisloe Cup und den Freedom Cup, während sich Südafrika die Mandela Challenge Plate und Australien die Puma Trophy sicherte.

## Tabelle
|    | Land        | Spiele | Siege | Unent. | Ndlg. | Spiel- punkte | Diff. | Bonus- punkte | Tabellen- punkte |
| -- | ----------- | ------ | ----- | ------ | ----- | ------------- | ----- | ------------- | ---------------- |
| 1. | Neuseeland  | 6      | 6     | 0      | 0     | 202:115       | + 87  | 4             | 28               |
| 2. | Südafrika   | 6      | 4     | 0      | 2     | 203:117       | + 86  | 3             | 19               |
| 3. | Australien  | 6      | 2     | 0      | 4     | 133:170       | − 37  | 1             | 9                |
| 4. | Argentinien | 6      | 0     | 0      | 6     | 88:224        | − 136 | 2             | 2                |

## Spiele und Ergebnisse

### Erste Runde
| 17. August 2013 20:05 AEST | Australien | 29 : 47         | Neuseeland | ANZ Stadium, Sydney Zuschauer: 68.765 Schiedsrichter: Craig Joubert (Südafrika) |
| 17. August 2013 20:05 AEST | Versuche: Genia 37. erh. O’Connor 79. erh. Erhöhungen: Lealiʻifano (2/2) Straftritte: Lealiifano (5/5) 7., 12., 22., 27., 46. | (19:25) Bericht | Versuche: Smith (3) 2. erh., 56. n.erh., 71. erh. Cruden 28. erh. McCaw 31. n.erh. Smith 51. erh. Erhöhungen: Cruden (3/5) Barrett (1/1) Straftritte: Cruden (3/3) 19., 40., 65. | ANZ Stadium, Sydney Zuschauer: 68.765 Schiedsrichter: Craig Joubert (Südafrika) |

| 17. August 2013 17:00 SAST | Südafrika | 73 : 13        | Argentinien                                                                                    | Soccer City, Johannesburg Zuschauer: 52.867 Schiedsrichter: Chris Pollock (Neuseeland) |
| 17. August 2013 17:00 SAST | Versuche: Strafversuch 29. erh. Engelbrecht 32. erh. Strauss 45. erh. Alberts 52. n.erh. de Villiers 55. erh. du Preez 62. erh. Habana 65. erh. Vermeulen 69. erh. du Plessis 75. erh. Erhöhungen: Steyn (8/9) Straftritte: Steyn (4/4) 5., 9., 18., 37. | (26:6) Bericht | Versuche: Contepomi 79. erh. Erhöhungen: Contepomi (1/1) Straftritte: Contepomi (2/2) 16., 22. | Soccer City, Johannesburg Zuschauer: 52.867 Schiedsrichter: Chris Pollock (Neuseeland) |

### Zweite Runde
| 24. August 2013 19:35 NZST | Neuseeland | 27 : 16        | Australien                                                                                        | Westpac Stadium, Wellington Zuschauer: 35.583 Schiedsrichter: Jaco Peyper (Südafrika) |
| 24. August 2013 19:35 NZST | Versuche: Smith (2) 26. erh., 39. n.erh. Erhöhungen: Taylor (1/2) Straftritte: Taylor (4/6) 36., 53., 60., 69. Dagg (1/1) 75. | (15:6) Bericht | Versuche: Folau 71. erh. Erhöhungen: Lealiʻifano (1/1) Straftritte: Lealiifano (3/4) 7., 25., 57. | Westpac Stadium, Wellington Zuschauer: 35.583 Schiedsrichter: Jaco Peyper (Südafrika) |

| 24. August 2013 16:10 AST | Argentinien                                                                                              | 17 : 22 | Südafrika                                                                                         | Estadio Malvinas Argentinas, Mendoza Zuschauer: 23.944 Schiedsrichter: Steve Walsh (Australien) |
| 24. August 2013 16:10 AST | Versuche: Leguizamón 2. erh. Bosch 37. erh. Erhöhungen: Contepomi (2/2) Straftritte: Contepomi (1/2) 10. | Bericht | Versuche: Basson 13. erh. Erhöhungen: Steyn (1/1) Straftritte: Steyn (5/5) 8., 40., 45., 71., 80. | Estadio Malvinas Argentinas, Mendoza Zuschauer: 23.944 Schiedsrichter: Steve Walsh (Australien) |

### Dritte Runde
| 7. September 2013 19:35 NZST | Neuseeland | 28 : 13         | Argentinien                                                                                | Waikato Stadium, Hamilton Zuschauer: 22.220 Schiedsrichter: Jérôme Garcès (Frankreich) |
| 7. September 2013 19:35 NZST | Versuche: Smith (2) 23. erh., 26. n.erh. Savea 53. erh. Erhöhungen: Carter (2/3) Straftritte: Carter (2/4) 10., 49. Barrett (1/1) 74. | (15:10) Bericht | Versuche: Leguizamón 4. erh. Erhöhungen: Sánchez (1/1) Straftritte: Sánchez (2/3) 30., 52. | Waikato Stadium, Hamilton Zuschauer: 22.220 Schiedsrichter: Jérôme Garcès (Frankreich) |

| 7. September 2013 20:05 AEST | Australien                                       | 12 : 38        | Südafrika | Lang Park, Brisbane Zuschauer: 43.715 Schiedsrichter: George Clancy (Irland) |
| 7. September 2013 20:05 AEST | Straftritte: Lealiʻifano (4/4) 8., 22., 43., 52. | (6:16) Bericht | Versuche: Oosthuizen 5. erh. de Villiers 59. n.erh. Kirchner 65. erh. Le Roux 68. erh. Erhöhungen: Steyn (3/4) Straftritte: Steyn (4/5) 13., 28., 34., 49. | Lang Park, Brisbane Zuschauer: 43.715 Schiedsrichter: George Clancy (Irland) |

### Vierte Runde
| 14. September 2013 19:35 NZST | Neuseeland | 29 : 15         | Südafrika                                                                                           | Eden Park, Auckland Zuschauer: 47.362 Schiedsrichter: Romain Poite (Frankreich) |
| 14. September 2013 19:35 NZST | Versuche: Read (2) 3. erh., 45. erh. Retallick 21. erh. Cane 67. n.erh. Erhöhungen: Carter (1/1) Barrett (2/3) Straftritte: Barrett (1/2) 34. | (17:10) Bericht | Versuche: du Plessis 31. erh. Lambie 75. n.erh. Erhöhungen: Steyn (1/2) Straftritte: Steyn (1/2) 9. | Eden Park, Auckland Zuschauer: 47.362 Schiedsrichter: Romain Poite (Frankreich) |

| 14. September 2013 18:05 AWST | Australien                                                              | 14 : 13        | Argentinien                                                                                | Subiaco Oval, Perth Zuschauer: 18.214 Schiedsrichter: Nigel Owens (Wales) |
| 14. September 2013 18:05 AWST | Versuche: Folau 27. n.erh. Straftritte: Lealiʻifano (3/5) 11., 16., 40. | (14:3) Bericht | Versuche: Leguizamón 64. erh. Erhöhungen: Sánchez (1/1) Straftritte: Sánchez (2/3) 7., 60. | Subiaco Oval, Perth Zuschauer: 18.214 Schiedsrichter: Nigel Owens (Wales) |

### Fünfte Runde
| 28. September 2013 17:00 SAST | Südafrika | 28 : 8         | Australien                                                           | Newlands Stadium, Kapstadt Zuschauer: 46.052 Schiedsrichter: Jérôme Garcès (Frankreich) |
| 28. September 2013 17:00 SAST | Versuche: Strauss 12. erh. Kirchner 14. erh. Le Roux 71. n.erh. Erhöhungen: Steyn (2/3) Straftritte: Steyn (3/3) 8., 18., 31. | (23:3) Bericht | Versuche: Feauai-Sautia 77. n.erh. Straftritte: Lealiʻifano (1/1) 6. | Newlands Stadium, Kapstadt Zuschauer: 46.052 Schiedsrichter: Jérôme Garcès (Frankreich) |

| 28. September 2013 19:40 AST | Argentinien                                                  | 15 : 33        | Neuseeland | Estadio Ciudad de La Plata, La Plata Zuschauer: 40.207 Schiedsrichter: Jaco Peyper (Südafrika) |
| 28. September 2013 19:40 AST | Straftritte: Sánchez (4/5) 8., 15., 30., 63. Bosch (1/2) 43. | (9:11) Bericht | Versuche: Savea 22. n.erh. Cane 51. n.erh. Smith (2) 55. erh., 79. erh. Erhöhungen: Cruden (1/3) Barrett (1/1) Straftritte: Cruden (3/3) 12., 27., 45. | Estadio Ciudad de La Plata, La Plata Zuschauer: 40.207 Schiedsrichter: Jaco Peyper (Südafrika) |

### Sechste Runde
| 5. Oktober 2013 17:00 SAST | Südafrika | 27 : 38         | Neuseeland | Ellis Park Stadium, Johannesburg Zuschauer: 60.634 Schiedsrichter: Nigel Owens (Wales) |
| 5. Oktober 2013 17:00 SAST | Versuche: Habana (2) 17. erh., 19. n.erh. le Roux 46. erh. de Villiers 57. n.erh. Erhöhungen: Steyn (2/4) Straftritte: Steyn (1/1) 9. | (15:21) Bericht | Versuche: Smith 11. erh. Messam (2) 25. erh., 40. erh. Barrett 60. erh. Read 64. erh. Erhöhungen: Cruden (3/3) Barrett (2/2) Straftritte: Barrett (1/1) 54. | Ellis Park Stadium, Johannesburg Zuschauer: 60.634 Schiedsrichter: Nigel Owens (Wales) |

| 5. Oktober 2013 19:40 AST | Argentinien                                                                                        | 17 : 54         | Australien | Estadio Gigante de Arroyito, Rosario Zuschauer: 28.570 Schiedsrichter: Wayne Barnes (England) |
| 5. Oktober 2013 19:40 AST | Versuche: Bosch 36. erh. Landajo 46. erh. Erhöhungen: Sánchez (2/2) Straftritte: Sánchez (1/1) 28. | (10:25) Bericht | Versuche: Folau (3) 2. erh., 34. erh., 41. erh. Ashley-Cooper 32. n.erh. Tomane 63. n.erh. Robinson 73. erh. Foley 78. erh. Erhöhungen: Lealiʻifano (2/3) Cooper (1/2) Foley (2/2) Straftritte: Lealiifano (2/2) 24., 30. Cooper (1/1) 55. | Estadio Gigante de Arroyito, Rosario Zuschauer: 28.570 Schiedsrichter: Wayne Barnes (England) |

## Statistik

### Meiste erzielte Versuche
|    | Name                   | Versuche | Land        |
| -- | ---------------------- | -------- | ----------- |
| 1. | Ben Smith              | 8        | Neuseeland  |
| 2. | Israel Folau           | 5        | Australien  |
| 3. | Bryan Habana           | 3        | Südafrika   |
| 3. | Juan Manuel Leguizamón | 3        | Argentinien |
| 3. | Kieran Read            | 3        | Neuseeland  |
| 3. | Willie le Roux         | 3        | Südafrika   |
| 3. | Jean de Villiers       | 3        | Südafrika   |

### Meiste erzielte Punkte
|    | Name                  | Punkte | Land        |
| -- | --------------------- | ------ | ----------- |
| 1. | Morné Steyn           | 88     | Südafrika   |
| 2. | Christian Lealiʻifano | 64     | Australien  |
| 3. | Ben Smith             | 40     | Neuseeland  |
| 4. | Aaron Cruden          | 37     | Neuseeland  |
| 5. | Nicolás Sánchez       | 33     | Argentinien |